# Xã Pleasant, Quận Smith, Kansas
Xã Pleasant (tiếng Anh: Pleasant Township) là một xã thuộc quận Smith, tiểu bang Kansas, Hoa Kỳ. Năm 2010, dân số của xã này là 37 người.